# The Dickies
The Dickies è un gruppo punk rock formatosi nel 1977 nella zona della San Fernando Valley, in California.
Sono stati uno dei primi gruppi punk rock a essere molto influenzati dai Ramones. Hanno registrato molte cover di classici rock come Nights in White Satin dei Moody Blues, Paranoid dei Black Sabbath, Eve of Destruction, Nobody but Me de The Isley Brothers, ma anche di classici di altro genere come la canzone natalizia Silent Night. Probabilmente la loro cover più famosa è stata Banana Splits (Tra La La Song) del 1979, rifacimento della sigla del programma per bambini Lo Show dei Banana Splits (trasmesso anche in Italia sulle reti Fininvest durante gli anni ottanta).
Nel 1988 i Dickies hanno scritto e registrato la colonna sonora del film Killer Klowns from Outer Space.

## Storia
I Dickies furono una delle prime punk band a emergere da Los Angeles. Sono stati il primo gruppo punk californiano ad apparire in TV, e la prima punk band californiana a firmare un contratto con una major, la A&M Records.
Lo stile musicale dei Dickies era molto camp e demenziale, con forti influenze da parte dei Ramones. Molti dei testi delle loro canzoni trattano della cultura del Sud della California, con riferimenti e giochi di parole tipici di quella zona; alcuni esempi sono le canzoni Waterslide, I'm A Cholo, Manny, Moe, and Jack, e (I'm Stuck in a Pagoda with) Tricia Toyota.
Negli anni ottanta, svariati problemi di droga fecero considerevolmente calare la popolarità dei Dickies, ma il gruppo ha continuato imperterrito a suonare e registrare album fino a oggi anche se in maniera sporadica e non ricevendo più l'attenzione di un tempo. Il polistrumentista Chuck Wagon (vero nome Bob Davis) si suicidò dopo aver rotto con la sua ragazza nel giugno 1981. Jonathan Melvoin, che suonò la batteria sull'album Idjit Savant, morì di overdose di eroina il 12 luglio 1996 a New York, all'età di 34 anni. Il batterista originale del gruppo, Karlos Kabellero, è deceduto il 22 settembre 2009 a causa di un attacco di cuore.

## Formazione
- Leonard Graves Phillips (voce)
- Stan Lee (chitarra)
- Billy Club (basso)
- Chuck Wagon (tastiera)
- Karlos Kaballero (batteria)

## Discografia

### Album in studio
- 1979 - The Incredible Shrinking Dickies
- 1979 - Dawn of the Dickies
- 1983 - Stukas Over Disneyland
- 1988 - Killer Klowns From Outer Space
- 1989 - Great Dictations
- 1989 - Second Coming
- 1991 - Locked 'N' Loaded Live In London
- 1994 - Idjit Savant
- 2001 - All This and Puppet Stew
- 2002 - Punk Singles Collection
- 2002 - Live In London
- 2008 - Dickies Go Bananas!

### Singoli
- 1978 - Silent Night
- 1978 - Eve of Destruction
- 1978 - Give It Back
- 1979 - Banana Splits
- 1979 - Paranoid
- 1979 - Nights In White Satin
- 1979 - Manny, Moe And Jack
- 1980 - Fan Mail
- 1980 - Gigantor
- 1986 - Killer Klowns
- 1994 - Just Say Yes
- 1994 - Roadkill
- 1996 - Make It So
- 1998 - My Pop The Cop
- 2001 - Free Willy